# 仲姬命
仲姬命（なかつひめのみこと，生卒年不详），日本古籍《古事记》等所记载的人物，又记作“中日卖命”。应神天皇皇后。景行天皇的曾孙女。生下仁德天皇等子女。
| 前任： 神功皇后 | 日本皇后 约270年—约310年 | 繼任： 磐之媛命 |